# ダーフィット・ラマ
ダーフィット・ラマ （David Lama, ネパール語-डेभिड लामा, 1990年8月4日 - 2019年4月16日) は、オーストリアのクライマー、登山家である。Davidを英語式に発音して、デビッド・ラマと表記されることもある。
IFSCクライミング・ヨーロッパ選手権において、2006年にリード競技、2007年にはボルダリング競技で優勝した。パタゴニアのセロ・トーレ南東稜コンプレッサー・ルートのフリークライミングによる初登攀でも知られる。

## 来歴
ネパールでガイドとして働いていた父親とオーストリアで看護師として働いていた母親の元に生まれた。5歳のときに、ピーター・ハーベラーが主宰していたクライミングキャンプにおいて、ハーベラーにクライミングの才能を見出された。クライミング競技チームのメンバーとなり、15歳でワールドカップに出場し、そのシーズン中にリード競技、ボルダリング競技で勝利をあげた。2011年以降は競技会からは身を引き、アルパイン・クライミングに活動の場を移した。2009年からパタゴニア セロ・トーレ南東稜のコンプレッサー・ルートのフリー化に挑み、2012年に成功した。2013年、このフリー化に対して、ピオレドール賞の特別賞を受賞した。また、ナショナル・ジオグラフィックの2013年アドベンチャーズ・オブ・ザ・イヤーのクライマー部門にも選出された。しかし、2009年の最初のトライにおいて彼に同行したレッドブルの撮影クルーがルート上に約60本のボルトを新たに設置したことが強い批判を浴びた。
2018年11月、ヒマラヤ山脈のルナグ・リへの単独登頂に成功。この山への登頂は世界初とされる。ラマはこれまで3回ルナグ・リ登頂に挑んでおり、4回目での偉業達成となった。

## 遭難
2019年4月16日、ハンスイェルク・アウアー、ジェス・ロスケリーと共にカナディアンロッキー、ワプティク連山ハウス・ピークの登山中に雪崩に遭遇。翌日からカナダ国立公園管理局による空中からの捜索が行われたが、生存は絶望視されていた。4月21日、他の2人とともに遺体が発見された。

## 競技会での主な成績

### ユース選手権
- 2004年 ヨーロッパ・ユース・カップ 優勝
- 2004年 ユース世界選手権 優勝
- 2005年 ヨーロッパ・ユース・カップ 優勝
- 2005年 ユース世界選手権（ユースB） 優勝[11]

### 選手権
- 2006年 ヨーロッパ選手権 リード競技 優勝
- 2007年 ヨーロッパ選手権 ボルダリング競技 優勝
- 2009年 IFSC 世界選手権 西寧市大会 リード競技 3位

### ワールドカップ

#### 総合
- 2008年 IFSC クライミング・ワールドカップ（英語版） 総合優勝[12]

#### ボルダリング競技
いずれも1位
- 2006年 UIAA クライミング・ワールドカップ ハル大会[13]
- 2008年 IFSC クライミング・ワールドカップ レユニオン大会[14]
- 2008年 IFSC クライミング・ワールドカップ フィエーラ・ディ・プリミエーロ大会[15]

#### リード競技
いずれも1位
- 2006年 UIAA クライミング・ワールドカップ ドレスデン大会[16]
- 2006年 UIAA クライミング・ワールドカップ ペンネ大会[17]
- 2006年 UIAA クライミング・ワールドカップ クラーニ大会[18]
- 2007年 IFSC クライミング・ワールドカップ イムスト大会[19]
- 2008年 IFSC クライミング・ワールドカップ イムスト大会[20]

## ロック・クライミング
- 2000年 “キンダーガーテン Kindergarten （8a）”（オスプ、スロベニア） レッドポイント[21]
- 2004年 “7pm・JP・ショー 7pm JP Chaud （8c, 10+/11-）”（ルー渓谷、フランス）[22]
- 2015年 “アバータラ Avaatara （9a/5.14d）”（バータラ渓谷、レバノン）  初登 [23]

## アルパイン・クライミング
- 2010年 “ブレント・チェントロ Brento Centro （8b/5.13d）”（サルケ、イタリア） フリー化（パートナー：ヨルグ・ベーホーベン）[24]
- 2011年 セロ・トーレ南東稜 “コンプレッサー・ルート Compressor Route”（パタゴニア、チリ）（パートナー：ペーター・オルトナー）
- 2011年 アイガー北壁 “ラ・パシエンシア La Paciencia” （グリンデルヴァルト、スイス）（パートナー：ペーター・オルトナー）[25]
- 2012年 セロ・トーレ南東稜 “コンプレッサー・ルート Compressor Route”（パタゴニア、チリ）フリー初登（パートナー：ペーター・オルトナー）[1]
- 2012年 トランゴ・タワー （6251m）（カラコルム山脈、パキスタン）（パートナー：ペーター・オルトナー）[26]
- 2012年 チョゴリザ （7665m）（カラコルム山脈、パキスタン）（パートナー：ペーター・オルトナー）[27]
- 2013年 ザグヴァントSagwand “Schiefer Riss Route”（チロル州、オーストリア）冬季初登（パートナー：ハンスイェルク・アウアー、ペーター・オルトナー）[28]

## 出演
- 2013年「クライマー パタゴニアの彼方へ」（原題：Cerro Torre: A Snowball's Chance in Hell） 監督：トーマス・ディルンホーファー